# (32371) 2000 QM154
2000 QM154 (asteroide 32371) é um asteroide da cintura principal. Possui uma excentricidade de 0.12951910 e uma inclinação de 8.51688º.
Este asteroide foi descoberto no dia 31 de agosto de 2000 por LINEAR em Socorro.